# Plegaderus pygidialis
Plegaderus pygidialis är en skalbaggsart som beskrevs av Thomas Casey 1916. Plegaderus pygidialis ingår i släktet Plegaderus och familjen stumpbaggar. Inga underarter finns listade i Catalogue of Life.